# India az 1968. évi téli olimpiai játékokon
India a franciaországi Grenoble-ban megrendezett 1968. évi téli olimpiai játékok egyik részt vevő nemzete volt. Az országot az olimpián 1 sportágban 1 sportoló képviselte, aki érmet nem szerzett.

## Alpesisí
Férfi
| Versenyző         | Versenyszám      | Selejtező     | Selejtező     | Selejtező | Selejtező | Döntő    | Döntő    | Döntő    | Döntő    | Döntő      | Döntő      |
| Versenyző         | Versenyszám      | 1. futam      | 1. futam      | 2. futam  | 2. futam  | 1. futam | 1. futam | 2. futam | 2. futam | Összesítés | Összesítés |
| Versenyző         | Versenyszám      | Idő           | Hely.         | Idő       | Hely.     | Idő      | Hely.    | Idő      | Hely.    | Idő        | Helyezés   |
| ----------------- | ---------------- | ------------- | ------------- | --------- | --------- | -------- | -------- | -------- | -------- | ---------- | ---------- |
| Jeremy Bujakowski | Lesiklás         |               |               |           |           |          |          |          |          | 2:11,82    | 53.        |
| Jeremy Bujakowski | Műlesiklás       | nem ért célba | nem ért célba | 57,78     | 2.        | kiesett  | kiesett  | kiesett  | kiesett  | kiesett    | kiesett    |
| Jeremy Bujakowski | Óriás-műlesiklás |               |               |           |           | 2:01,45  | 69.      | 2:00,48  | 63.      | 4:01,93    | 65.        |